# مکش ابر

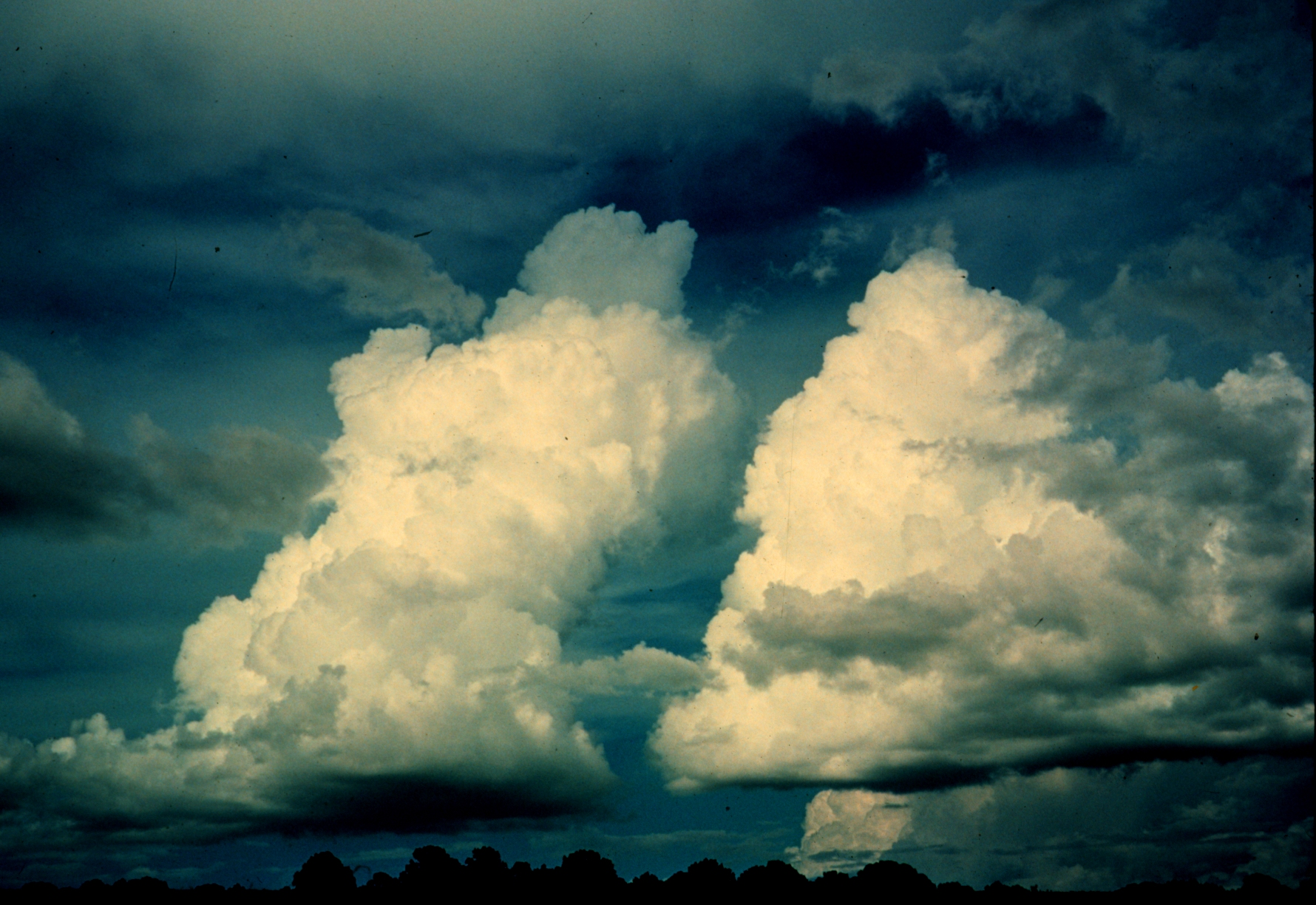
پدیده مکش ابر معمولاً در زیر ابرهای کومه‌ای ستبر و برج‌دار رخ می‌دهد.

مکش ابر (به انگلیسی: Cloud suck) پدیده‌ای است که ورزشکاران پاراگلایدر و گلایدینگ آویزان گاه با آن مواجه می‌شوند و طی آن فرد سوار بر پاراگلایدر ناگهان نیروی برآی زیادی را تجربه می‌کند. این نیرو بر اثر حرکت ستون گرمایی از زمین به سمت پایه ابرهای کومه‌ای (کومولوس) به‌ویژه کومه‌ای‌های ستبر و ابرهای کومه‌ای‌بارا (کومولونیمبوس) به‌وجود می‌آید. ارتفاع و وسعت برج عمودی ابر کومه‌ای معمولاً نشانگر خوبی برای سنجش میزان قدرت مکش در زیر آن ابر است. مکش ابر معمولاً در هوای کم‌فشار و شرایط مرطوب رخ می‌دهد.
گیر افتادن در مکش ابر تاکنون باعث مرگ و مصدومیت برخی از پاراگلایدرسواران شده است.